# ياسمين أزرق
ياسمين أزرق (الاسم العلمي:Jasminum glaucum) هو نوع من النباتات يتبع جنس الياسمين من الفصيلة الزيتونية.